# Maurus Xaverius Herbst

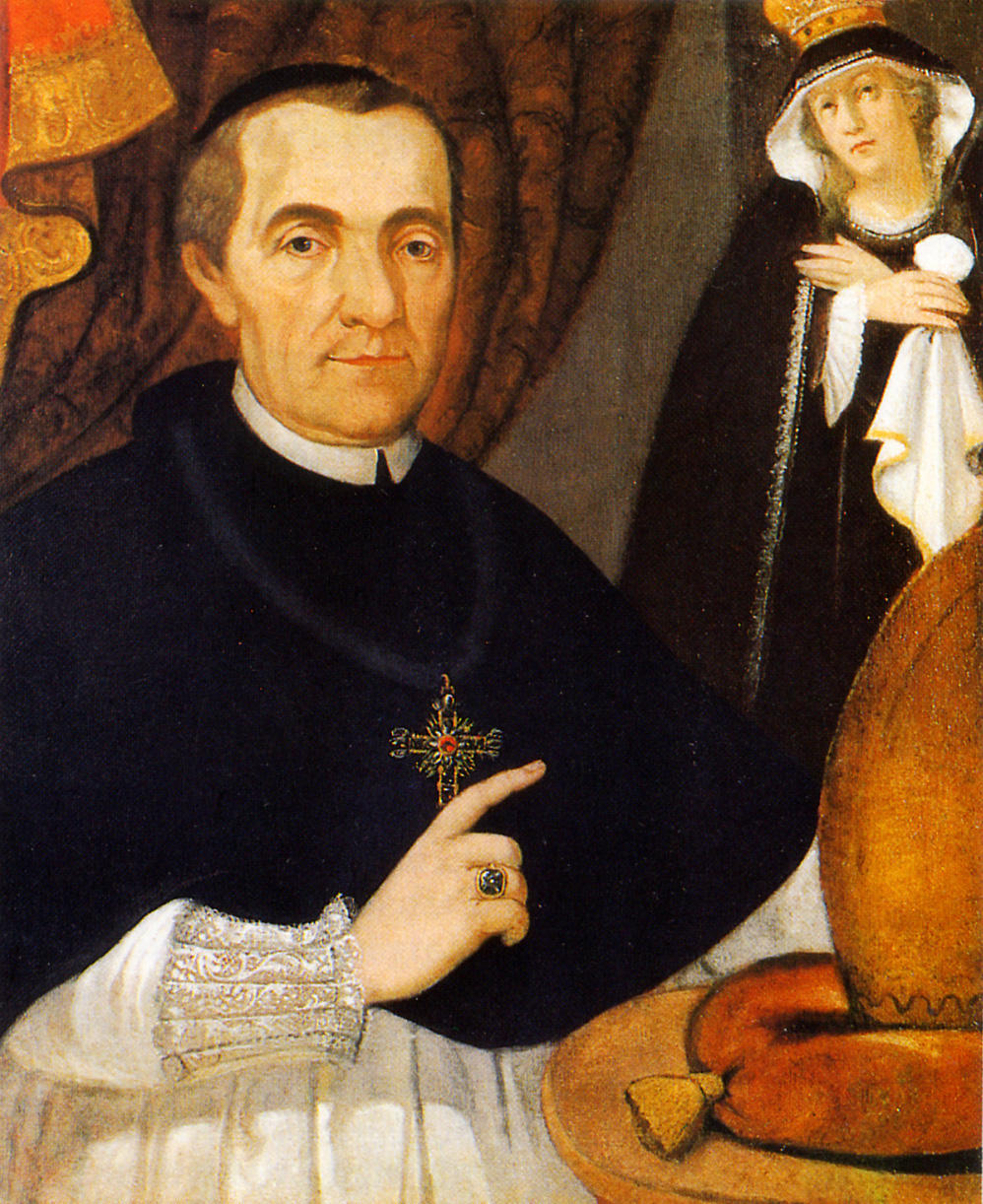
Gemälde im Kloster Plankstetten

Maurus Xaverius Herbst OSB (* 14. September 1701 in Pleinfeld als Florian Johann Friedrich Herbst; † 4. April 1757 in Abenberg) war Benediktinermönch und Abt des Klosters Plankstetten.

## Leben
Herbst wurde als Sohn des fürstbischöflichen Zollbeamten Franz Herbst († 1731) und der Anna Maria Clara, Tochter des Kastners des Amtes Sandsee Florian Gulden, in Pleinfeld geboren. Sein Vorname Florian dürfte auf den Namen seines Großvaters zurückgehen. Aus seiner Kindheit ist bekannt, dass sein Heimatort Pleinfeld während des Spanischen Erbfolgekrieges 1704 für drei Tage unter französischer Besatzung stand und die kaiserlichen Truppen, die im Ort einquartiert waren, zurückweichen mussten. Dabei hat einer der Soldaten den jungen Herbst mit sich genommen. Er fand erst drei Tage später zurück zu seiner Familie.
Herbsts Familie zog nach Berching. Er verbrachte seine Gymnasialzeit bei den Jesuiten in Ingolstadt und Neuburg an der Donau. Er trat 1719 in die Abtei Plankstetten ein. Er nahm den Ordensnamen Maurus an und fügte 1750 diesem Xaverius aus Verehrung für den Jesuitenmissionar Franz Xaver an. 1720 legte er die Profess ab. 1726 erfolgte nach dem Studium der Philosophie und Theologie im Kloster Plankstetten und im Kloster Michelfeld die Priesterweihe. Er wurde Kaplan der Klosterpfarrei. Am 24. September 1742 wurde Maurus Xaverius zum Abt gewählt und am 30. September geweiht. Er wurde 1742 auch zum Abt des Klosters Beilngries gewählt. 1745 gründete er eine Rosenkranzbruderschaft. 
Herbst starb 1757 56-jährig im Kloster Marienburg bei Abenberg, wo er ein Exorzismus bei einer Nonne ausführen wollte. Er wurde in der Kirche zu Plankstetten beigesetzt, wo 1921 seine Gebeine gehoben wurden. Sein Grab befindet sich heute zu Füßen der Marienstatue in der Kreuzgangkapelle.

## Sonstiges
In der Diözese Eichstätt gibt es eine gewisse Heiligenverehrung um Maurus Xaverius, da ihm mehrere Krankenheilungen zugeschrieben werden, er die Säkularisation vorhergesagt haben soll und er angeblich die Gabe der Seelenschau hatte.
Nach ihm hat man in seinem Heimatort Pleinfeld einen Kindergarten und eine Straße benannt. Auch in Plankstetten ist eine Straße nach ihm benannt.